# Farná
Farná – wieś (obec) na Słowacji położona w kraju nitrzańskim, w powiecie Levice. Pierwsze wzmianki o miejscowości pochodzą z roku 1156. 
Według danych z dnia 31 grudnia 2012, wieś zamieszkiwało 1308 osób, w tym 679 kobiet i 629 mężczyzn.
W 2001 roku rozkład populacji względem narodowości i przynależności etnicznej wyglądał następująco:
- Słowacy – 21,66%
- Czesi – 0,83%
- Romowie – 0,48%
- Węgrzy – 76,83%

Ze względu na wyznawaną religię struktura mieszkańców kształtowała się w 2001 roku następująco:
- Katolicy rzymscy – 66,34%
- Grekokatolicy – 0,21%
- Ewangelicy – 12,34%
- Prawosławni – 0,07%
- Ateiści – 5,38%
- Nie podano – 1,79%